# Il était une fois la France
Pour les articles homonymes, voir Il était une fois.
Il était une fois la France est un magazine télévisé pour mieux comprendre l’immigration en tant que part essentielle de l’histoire contemporaine de la France, réalisé avec le concours de la Cité nationale de l'histoire de l’immigration.

## Description
Un magazine qui entend œuvrer pour une meilleure cohésion sociale.
Avec force reportages et documents d'archives, ainsi que les témoignages singuliers d'invités plateau, Il était une fois la France retrace le choix de l'exil, de l’accueil en France, et les problèmes rencontrés par ces immigrés, ceux liés au logement, au regroupement familial, à l’apprentissage de la langue, au regard de l’autre, au racisme, etc.
Avec Il était une fois la France, c’est l'histoire collective de la France contemporaine qui est passée en revue, des grands mouvements migratoires de la fin du XIXe siècle à nos jours (période des Trente Glorieuses, besoin de main d’œuvre, construction et reconstruction de la France, apport économique et culturel des immigrés, etc.). 
Sur le plateau, se côtoient aussi bien des personnes directement issues de l'immigration ou descendantes de celles-ci, que des « Français de souche » qui jouent un rôle majeur dans l’intégration ou l’assimilation des immigrés ou qui œuvrent actuellement pour le travail de mémoire.
Il était une fois la France est un magazine hebdomadaire de 90 minutes présenté par Martine Lupi et diffusé sur demain.tv et demain.tv Ile-de-France